# 13ª Squadriglia
La 13ª Squadriglia fu operativa dall'ottobre 1916 sul campo di Comina (Friuli-Venezia Giulia) con aerei da bombardamento Caproni.

## Storia

### Prima guerra mondiale
Il reparto nasce nell'agosto 1916 sul campo volo di Comina (Friuli-Venezia Giulia) e diventa operativo in ottobre inquadrata nel IV Gruppo al comando del Capitano Pietro Oppizzi che dispone di 4 Caproni Ca.32, 6 piloti tra cui il Tenente Federico Zapelloni, 2 osservatori e 3 mitraglieri.
Il 10 aprile 1917 il comando passa al Cap. Zapelloni ed il 3 maggio notte un Ca. bombarda il campo di Prosecco ed al rientro per problemi all'impianto di raffreddamento del motore atterrano in emergenza a Susegana sul tetto di una casa.
Nell'ambito della decima battaglia dell'Isonzo il 23 maggio un Ca. bombarda obiettivi militari nei pressi di Birhula vicino a Komen ed al rientro viene attaccato sopra Vojščica da 5 caccia austriaci ed il mitragliere Otello Firmani spara su di un Hansa-Brandenburg D.I vedendolo picchiare su Trieste compiendo un atterraggio in emergenza. Le fonti austriache citano la perdita dell'Hansa-Brandenburg D.I della Flik 42J, il cui pilota Leutnant Richard Melzer si ferisce seriamente nell'atterraggio d'emergenza.
In giugno 4 Ca.300 vengono sostituiti da Caproni Ca.33 450 hp ed il 3, 4 e 9 agosto partecipano all'attacco di Pola.
In questo periodo l'unità dispone di 7 piloti, 4 osservatori e 4 mitraglieri.
Nell'ambito della Battaglia di Caporetto il 26 ottobre attaccano Santa Lucia d'Isonzo ed un Ca. non rientra con la morte dell'equipaggio.
Il 31 ottobre ripiega su San Pelagio ed il 7 novembre 3 Ca. vengono attaccati da 6 caccia e su Aviano Firmani dopo aver sparato vede un caccia picchiare fumando.
Il 1º gennaio 1918 la squadriglia dispone di 4 Ca., 13 piloti tra cui il Ten. Ivo Oliveti, 6 osservatori e 5 mitraglieri ed il 20 febbraio il comando passa al Cap. Lorenzo Leveroni.
Il 26 febbraio dopo un bombardamento notturno della stazione di Bolzano un Ca. colpito dalla contraerea nel motore centrale atterra in emergenza nella nebbia nella palude in Valle Contarina di Campagna Lupia.
Al 1º giugno il reparto dispone di 9 piloti, 6 osservatori, 8 mitraglieri e 4 Ca.
Nell'ambito della Battaglia del solstizio il 15 giugno al ritorno da un bombardamento un Ca. ha un incidente in atterraggio.
Il 16 settembre il comando passa al Cap. Diego Sabbatini.
Alla fine della guerra l'unità dispone di 5 Ca., 9 piloti tra cui 3 dell'American Expeditionary Forces, 5 osservatori e 7 mitraglieri.
Poi la squadriglia si sposta in Libia comandata dal Cap. Francesco Lanzafame e rientra il 2 gennaio 1920 quando viene sciolta.
Durante il conflitto il reparto ha fatto 260 voli di guerra.
Nel 1919 è a Mellaha oggi aeroporto militare di Mitiga con 3 aerei.

### Il dopoguerra
Alla fine del 1925 era nel IV Gruppo BN con i Caproni Ca.36 della Regia Aeronautica.
Al 1º luglio 1926 è attiva sui Caproni Ca.73 nel XXVI Gruppo da Bombardamento Notturno dell'8º Stormo dell'Aeroporto di Ciampino Sud.

### Guerra d'Etiopia
Il 20 novembre 1935 arriva l'ordine di partenza per il 9º Stormo nell'ambito della Guerra d'Etiopia. Il 21 novembre iniziano i preparativi per la partenza, il 7 dicembre la 13ª Squadriglia parte per l’Africa Orientale; il 16 dicembre arriva a Massaua e tra i suoi piloti vi era il Tenente Alfredo De Luca. Alla fine del mese gli aerei iniziano a svolgere attività bellica in dipendenza dal XXVI Gruppo con gli S.M.81.
Al 15 gennaio 1936 è a Gura (Eritrea).
Nell'ambito della battaglia dell'Amba Aradam l'11 febbraio 1936 sgancia bombe C500T all'iprite.

### Africa Orientale Italiana
Il 13 agosto 1936 l'aereo di De Luca venne abbattuto.
Nel settembre 1938 era all'aeroporto di Gondar nell'ambito dell'Africa Orientale Italiana.

### Seconda guerra mondiale
Al 10 giugno 1940 era nel 26º Gruppo con 7 Savoia-Marchetti S.M.79 all'aeroporto di Viterbo e nell'Aeronautica dell'Africa Orientale era nel 26º Gruppo Bombardieri Bis con 6 Caproni Ca.133 all'aeroporto di Bahar Dar.